# Джуа, Микеле
Микеле Джуа итал. Michele Giua (26 апреля 1889 — 25 марта 1966) — итальянский химик, историк химии, политик.

## Биография
Родился на северо-западе Сардинии в г. Кастельсардо.
Закончил Римский университет в 1911 году, после чего работал в лаборатории Э. Фишера в Берлине. Был ассистентом Э. Патерно в Риме и Э. Молинари в Милане. С 1916 года — приват-доцент, читает курсы общей химии в Сассари и органической в Туринском политехникуме.
В феврале 1949 года избран экстраординарным профессором прикладной органической химии Туринского университета, с 1952 года — ординарный профессор.

### Антифашист и политический деятель
В 1932 году вынужден отказаться от преподавания из-за того, что не вступил в фашистскую партию. Участвовал в движении Карло Росселли «Справедливость и свобода», за антифашистскую деятельность в этом обществе в мае 1935 года арестован, в феврале 1936 года приговорён к 15 годам заключения. Освобождён в 1943 году, в 1945 году участвует в комиссии по денацификации Турина. Депутат Учредительного собрания, сенатор (1948—1958), член комиссии по выработке конституции. Состоял в социалистической партии Италии.

## Научная деятельность
С 1912 по 1966 годы опубликовал более 100 экспериментальных работ по синтезу разнообразных органических соединений, химии взрывчатых веществ и полимеров. Взрывчатыми веществами занимался в ходе Первой мировой войны. Автор 13 учебных руководств и специальных монографий.